# Cases morisques
Les cases morisques són un conjunt d'edificis a la vila d'Ascó (Ribera d'Ebre) inclosa a l'Inventari del Patrimoni Arquitectònic de Catalunya. La planta baixa de les cases, té originalment una inclinació gairebé de 25 cm fins al primer pis, des d'on s'enlaira en vertical. Fins al primer pis solen ser de pedra, encara que no pas totes. Els materials emprats a la construcció de les parets és el tovot -fang pastat amb palla-, tapió -ges o fang- amb un intercalat de bigues de fusta horitzontals a cada metre, rajola a fileres horitzontals i el material incrustat cap dins, o de pedra. Acaben amb teulades fetes amb peces de tipus àrab i amb bons ràfecs. El més característic són les portes d'arc de mig punt ceràmic amb brancals de pedra, i el color blau -pel blavet- a portes i finestres.
Segons el professor arabista D. Mikel de Epalza, aquest color blau a llindes de portes i finestres és la caracterització més irrefutable de l'arabicitat d'Ascó. El color blau s'empra com a talismà o protecció contra els mals esperits i malediccions exteriors, i pintant portes i finestres amb aquest color, es protegia la casa. Al Marroc i Àfrica del Nord encara s'hi fa.